# Juan Guillermo Ripperdá
Juan Guillermo Ripperdá, baron puis duc de Ripperdá, de son nom de naissance Johan Willem Ripperda (7 mars 1684-5 novembre 1737), fut un aventurier néerlandais et un ministre espagnol.

## Biographie
Il naquit à Oldehove près de Groningue, d'une famille noble catholique, et se convertit au calvinisme pour se faire élire député de Groningue aux États généraux des Provinces-Unies.
Il avait épousé en premières noces Aleida van Shellingwoude de laquelle il hérita des seigneuries de Poelgeest et Koudekerk. Sa première épouse lui donna deux enfants.  
Les traités commerciaux entre l’Espagne et les Provinces-Unies demandant quelques ajustements,  il fut envoyé à Madrid en 1715, laissant femme et enfants aux Provinces-Unies, le temps de sa mission. Il devint ambassadeur. Sa première épouse décéda en 1717, alors qu’elle se préparait à le rejoindre.

### Espagne
Si son changement de religion avait favorisé son élection, il gênait ses relations avec la cour espagnole. Aussi, ne tarda-t-il pas à redevenir catholique. Il sut plaire à Philippe V et de son épouse Élisabeth Farnèse (la virago de l'Espagne), qui le firent duc, et lui confièrent le secrétariat d'État. Il négocia pour la couronne d’Espagne au traité de Vienne en 1724.
Entre-temps, il avait épousé en secondes noces une noble espagnole, Francisca de Xarava del Castillo, qui lui donna deux fils. Il sembla avoir beaucoup dépensé à Vienne, en partie pour les intérêts de l’Espagne, mais aussi, a-t-on dit, pour lui-même. En 1726, détesté, comme étranger, des nobles espagnols, ces derniers s’en servirent pour l’accuser d’avoir détourné des sommes des caisses de l’Etat et finirent par obtenir qu’il fût démis de ses fonctions.
Son fils, Ludolph Luirdt, qui était ambassadeur plénipotentiaire à Vienne fut confirmé dans ses fonctions, alors que son père recevait une rente annuelle de 3 000 pistoles.
Les impôts ayant été accrus, le peuple fut monté contre lui par les mêmes nobles espagnols qui avaient obtenu sa destitution, et il jugea plus prudent d’aller se réfugier chez l’ambassadeur des Provinces-Unies. Celui-ci, peu enclin à se fâcher avec la cour d’Espagne, le conduisit chez l’ambassadeur d’Angleterre, le colonel Stanhope, lequel se trouvait en déplacement et qui trouva ce visiteur embarrassant à son retour.
Ses ennemis ne lâchèrent pas prise et obtinrent, en contravention avec les nouvelles règles internationales, d’aller au domicile de l’ambassadeur Stanhope, ce qui créa des tensions internationales, afin de se saisir de Ripperdà. De là, il fut mené à l'Alcazar de Ségovie où il demeura enfermé, bien que l’on ne put rien lui reprocher (malgré les accusations non vérifiées de détournement de biens et de trahison au profit de la couronne d’Angleterre). Pour preuve, il conserva ses domaines et son titre de duc.

### Évasion et Maroc
On a souvent avancé qu'il s'était évadé avec l'aide des souverains d'Espagne. Dans ce cas, on comprendrait mal pourquoi il aurait éprouvé un tel ressentiment contre ce pays, au point d'aller guerroyer contre lui.
En 1728, il s’évada, avec l’aide de sa maîtresse castillane, Josepha Fausta Martina Ramos, « une jeune femme de bonne famille, native de Tordesillas » qui s’était éprise de lui, et, transitant brièvement par le Portugal parvint à rejoindre les Provinces-Unies, puis l’Angleterre, où toutes ses manœuvres pour prendre une revanche sur ses adversaires à la cour d’Espagne échouèrent.
Alors, ayant rencontré l’amiral Perez, un renégat au service des Ottomans, il rejoignit le sultan du Maroc, Abdallah II. Il se fit musulman, par obligation. Le souverain le nomma Basha (pacha) : il reçut même le commandement d'une armée contre les Espagnols et attaqua Oran. Mais, ayant été battu devant Ceuta, il fut mis en prison, puis banni de Marrakech. À la suite de ces attaques, son titre de duc espagnol lui fut ôté. La plus grande part de ses biens et placements se trouvaient à l'abri aux Provinces-Unies.
Il mourut à Tétouan en 1737, (le 17 octobre ou le 5 novembre, selon les sources). Un trait de son caractère consistait à avoir un orgueil démesuré qui aida ses ennemis à le faire tomber plus vite qu'il n'était monté.

### Les jacobites et la Corse
Ripperdà a fréquenté les milieux favorables au Jacobitisme, dont le cardinal Jules Alberoni, le baron Georg Heinrich von Görtz, don José Patiño Rosales, Théodore de Neuhoff, et bien sûr le roi et la reine d'Espagne. En dépit de ses conversions opportunes, il semble avoir été catholique plus qu'autre chose, même si ses détracteurs disaient le contraire. 
Il semblerait avoir été en relation avec Théodore de Neuhoff dans son aventure corse et l'avoir aidé à trouver un financement pour se rendre à Aléria en 1736.

## Vie privée
De son premier lit, il eut un fils, Ludolph Luirdt qui devint ambassadeur d'Espagne et une fille Maria (qui épousa plus tard le comte Balthazar de Argumossa). 
De son second lit, il avait eu deux fils, dont Juan Maria Vincenzo, baron de Ripperdà, qui fit l'essentiel de sa carrière aux Amériques, se mariant à Mexico et devenant gouverneur du Texas espagnol et du Honduras. 
Sa maîtresse, Josepha, qui avait pris des risques pour lui et n'avait connu que les années sans trop de gloire, lui avait donné deux enfants, non légitimes.